# Femu a Corsica
Femu a Corsica (in corso Facciamo la Corsica) è un partito politico autonomista còrso fondato nel 2017.

## Storia
Sorse originariamente come coalizione elettorale in occasione delle elezioni regionali del 2010. A convergere nell'alleanza furono il Partito della Nazione Corsa, Inseme, e Chjama Naziunale ed il movimento civico PUDEMU. Come capolista fu candidato l'avvocato Gilles Simeoni.
In occasione delle regionali del 2017 Femu a Corsica costituì con gli indipendentisti di Corsica Nazione la coalizione Pè a Corsica. Grazie a quest'accordo i nazionalisti riuscirono ad ottenere 41 seggi su 63. In seno al fronte nazionalista Femu a Corsica divenne il primo partito con 18 eletti.
La coalizione Pè a Corsica presenta dei candidati alle legislative del 2017 in tutte e quattro le circoscrizioni della Corsica, eleggendo a deputati per Femu a Corsica in Alta Corsica Jean-Félix Acquaviva e Michel Castellani, mentre nella Corsica del Sud Paul-André Colombani del Partito della Nazione Corsa.
Femu a Corsica presenta un candidato alle elezioni senatoriali del 2020 in Alta Corsica, il sindaco di Santa-Lucia-di-Mercurio Paulu Santu Parigi, eletto al secondo turno.
A poche settimane dalle elezioni regionali del 2021 la coalizione nazionalista Pè a Corsica si è sciolta. Femu a Corsica si è presentata così alla tornata elettorale in solitaria ottenendo al secondo turno il 40,64% dei voti e conquistando la maggioranza assoluta dell'assemblea còrsa con 32 seggi su 63.